# Epiphyas postvittana
Epiphyas postvittana é uma espécie de insetos lepidópteros, mais especificamente de traças, pertencente à família Tortricidae.
A autoridade científica da espécie é Walker, tendo sido descrita no ano de 1863.
Trata-se de uma espécie presente no território português.